# Асбари Лејк (Флорида)
Асбари Лејк (енгл. Asbury Lake) насељено је место без административног статуса у америчкој савезној држави Флорида.

## Демографија
По попису из 2010. године број становника је 8.700, што је 6.472 (290,5%) становника више него 2000. године.
| Група             | 2000.         | 2010.         |
| Белци             | 2.142 (96,1%) | 7.338 (84,3%) |
| Афроамериканци    | 7 (0,3%)      | 495 (5,7%)    |
| Азијати           | 15 (0,7%)     | 116 (1,3%)    |
| Хиспаноамериканци | 32 (1,4%)     | 580 (6,7%)    |
| Укупно            | 2.228         | 8.700         |